# Węgorzewo (district)
Węgorzewo (powiat węgorzewski) is een Pools district (powiat) in de woiwodschap Ermland-Mazurië.  Het district heeft een oppervlakte van 693,43 km2 en telt 23.604 inwoners (2014). Węgorzewo (Angerburg) is de enige stad in het district.
Stadsdistricten:
Elbląg · Olsztyn

Districten:
Bartoszyce · Braniewo · Działdowo · Elbląg · Ełk · Giżycko · Gołdap · Iława · Kętrzyn · Lidzbark Warmiński · Mrągowo · Nidzica · Nowe Miasto Lubawskie · Olecko · Olsztyn · Ostróda · Pisz · Szczytno · Węgorzewo

Grootste steden:
Bartoszyce · Działdowo · Elbląg · Ełk · Iława · Giżycko · Kętrzyn · Mrągowo · Ostróda · Olsztyn · Szczytno